# Климов Анатолій Олексійович
Анато́лій Олексі́йович Кли́мов (* 30 березня 1948, Лисичанськ — 3 листопада 2020, Луганськ ) — український історик, 1974 — кандидат історичних наук, 1995 — професор, ректор, педагог, почесний професор Луганського національного університету ім. Т. Шевченка. 1998 — заслужений працівник освіти України, кавалер ордена «За заслуги» (2008).

## Життєпис
В 1963—1966 роках працював музичним вихователем у дитячому садку Кадіївки Ворошиловградської області.
1970 року закінчив Ворошиловградський державний педагогічний інститут ім. Т. Г. Шевченка за фахом «історія та суспільствознавство», залишився асистентом, перейшов в аспірантуру.
1973 року там же пройшов аспірантуру, протягом 1973—1975 років — знову асистент, у 1975—1980 — старший викладач, 1980—995 — доцент кафедри політичної історії, у 1980—1990 — завідувач кафедри історії КПРС інституту.
В 1989—1997 роках — ректор Луганського національного педагогічного університету ім. Т. Шевченка.
1995 — професор кафедри історії України; академік академії педагогічних і соціальних наук.
З 1997 року завідує кафедрою історії України в Луганському національному університеті.
Цариною його наукових зацікавленостей є дослідження історії України XX століття.
Серед тем:
- молодіжний рух в 1920-1930-х роках,
- рух робітників Донбасу в 20 сторіччі
- промисловий розвиток Донбасу.

Як педагог підготував 9 кандидатів наук.
Є автором та співавтором більш як 140 надрукованих праць, з них 5 монографій,

## зокрема
- 1976 — «Історія міст та сіл Української РСР. Ворошиловградська область»,
- 1994—2004 — «Книга пам'яті України. Луганська область»,
- 1998 — «Луганський державний педагогічний університет імені Тараса Шевченка. Історичний нарис. 1923—1998»,
- 1999 — разом з Ніколаюк Т. А. «Деякі питання економічного та позаекономічного стимулювання праці робітників промисловості України у 1929—1934 рр.»,
- 2001 — разом з Борисовою О. В. — «Історичні підвалини Київського патріархату»,
- 2001—2003 — «Книга скорботи України. Луганська область»,
- 2003 — «Історія Луганського краю» — разом з Єфремовим А. С., Курилом В. С., Бровченко І. Ю., Красильниковим К. І., Семистягою В. Ф., Подовим В. І.,
- 2004—2007 — «Реабілітовані історією. Луганська область»,
- 2005 — «Стахановський рух і робітнича молодь Донбасу»,
- 2005 — «Велика Вітчизняна війна і Луганщина. Історичні і політологічні дослідження»,
- 2005 — «Внесок робітників Донбасу в економічний розвиток країни напередодні та на початку Другої світової війни. Внесок Донбасу в розвиток вітчизняного промислового потенціалу»,
- 2005 — «Боротьба з німецько-нацистськими загарбниками на теренах Луганщини. Велика Вітчизняна війна 1941—1945 років: сучасні проблеми історичної освіти і науки»,
- 2005 — «Використання комуністами української молоді в тоталітарній радянській державі 20-30-х років XX століття»,
- 2006 — «До висвітлення трагедії голодомору 1932—1933 років на Луганщині»,
- 2008 — (у складі редколегії) «Національна книга пам'яті жертв голодомору 1932—1933 років в Україні. Луганська область.»,
- 2008 — разом з Михайличенком В. В. та Старовойтовим М. М. — «Повернення з полону примусового забуття: Голодомор 1932—1933 років на Луганщині. Національна книга пам'яті жертв голодомору 1932—1933 років в Україні. Луганська область.»

## кінець життєвого шляху
Анатолій Олексійович залишився в окупованому Луганську, проте в університеті вже не працював. 3 листопада 2020 р. прийшла сумна звістка з Луганська: «Помер професор кафедри Історії України Луганського національного університету імені Тараса Шевченка, ректор Луганського педінституту у 90-х роках Климов Анатолій Олексійович. Учений-історик, краєзнавець, педагог який з початку сімдесятих і по сьогоднішній час працював в університеті, ректор у важкі 90-ті роки, просто прекрасна людина. Безжальний коронавірус. Співчуття близьким і рідним.»